# Пол-Генрі Кемпбел
Пол-Генрі Кемпбел (нар. 1982, Бостон) — німецько-американський автор двомовної поезії та прози англійською та німецькою мовами. Вивчав класичну філологію, зосередившись на давньогрецькій мові, а також католицьку теологію у Національному університеті Ірландії в Мейнуті та в університеті Гете у Франкфурті-на-Майні.
Творчість підвела його до пошуку сучасних міфологій. Він характеризує власний підхід як міфічний реалізм. Праці Кемпбела відбирали й публікували в німецьких та американських літературних журналах, зокрема «Lichtungen», « World LiteratureToday», «Hessischer Literaturebote», «Akzente», «entwürfe» і «Cordite Poetry Review».

## Особисте життя
Кемпбел народився 1982 року в Бостоні (штат Массачусетс) в сім'ї колишнього офіцера армії США та німецької медсестри. Виріс у штаті Массачусетс і з сім'єю переїхав до Німеччини, де здав випускні екзамени середньої школи (Абітур) у Баварії. Кемпбел народився з серйозним серцевим розладом і з 24-х років носить кардіостимулятор. Також у 10 років йому видалили небезпечну для життя пухлину мозку в Бостонській дитячій лікарні, і відтоді у нього бувають напади епілепсії. Нині він готує дисертацію з фундаментальної теології в Єзуїтській семінарії святого Георга у Франкфурті-на-Майні (Німеччина).

## Праці та погляди
За свою поетичну збірку «після наркозу» (нім. nach den narkosen, 2017) отримав Баварську премію у галузі мистецтва та літератури. Цю ж книгу Ґреґор Дотцауер з інституції «Literaturhaus Berlin» назвав однією з десяти найкращих поетичних збірок 2017 року та 2018 року рекомендувала Ульяна Вольф від Німецької академії мови і поезії. Насамперед Кемпбел — поет.
Відійшовши від тем дослідження космосу, Pontiac Firebird Trans-Am, нью-йоркського А-train, авіаносця USS Kitty Hawk чи Конкорда, тепер у своїх віршах він розглядає життя з інвалідністю через призму проживання штучного життя. Кемпбел спирається на особистий досвід життя із серйозною вадою серця (одношлуночкове серце) та на власну залежність від кардіостимулятора. Посилаючись на поняття гетеронормативності Джудіт Батлер, Кемпбел придумав термін «салютонормативність», який передбачає, що загальний дискурс уявляється з точки зору здорового життя — над здоров'ям переважають інститути, закони, бачення хорошого життя та мова. У своїй книзі «після наркозу» Кемпбел акцентує увагу на тендітній, недостатній, хворій та інфікованій мові. Його поезія ставить під сумнів парадигму здорової мови.
Декілька років пропрацювавши з живописцем з Ляйпціга Арісом Калайзісом,Кемпбел опублікував низку есе про сучасний живопис, особливо про художників з колишньої НДР, Гартвіґа Еберсбаха, Арно Рінка, Майкла Морґнера, Зігарда Ґілла та Аріса Калайзіса.
У січні 2013 року Пола-Генрі Кемпбела запросили у редакційну раду Das Gedicht, одного з найбільших поетичних журналів німецькою мовою. Разом з Міхаелем Ауґустіном та Антоном Ґ. Ляйтнером він ініціював щорічну антологію DAS GEDICHT chapbook. German Poetry Now. Мета часопису — представити сучасну німецьку поезію міжнародній аудиторії в англійському перекладі.

## Відзнаки
- 2018 — Заохочувальна відзнака Літературної премії Германа Гессе[de][23]
- 2017 — Баварська премія у галузі мистецтва та літератури[de][24][25]
- 2012 — Премія з перекладу (Dichtungsring), Бонн (Німеччина).
- 2012 — Поетична резиденція, Дрезден (Німеччина) (фіналіст разом з Карлом-Крістіаном Елзе та Рожею Домашциною)[26]

## Публікації

### Автор
- Duktus Operandi. Поезія, ATHENA-Verlag, Обергаузен 2010.
- Meinwahnstraße. Оповідання, fhl-Verlag, Ляйпциґ 2011.[27]
- Космічна гонка (англ. Space Race). Gedichte: Вірші, fhl-Verlag, Ляйпциґ 2012.[28]
  - космічна гонка. Gedichte, (нова редакція), Allitera Verlag[de], Мюнхен 2015.
- Бенедикт XVI (нім. Benedikt XVI). Аудіокнига, (доповідачі: Андреас Геррлер та Мірко Казимир), Monarda Publishing House, Галле/Заале 2012.[29]
- Наприкінці днів | Am Ende der Zeilen Gedichte: Поезія, fhl-Verlag, Ляйпциґ 2013.[30][31]
- після наркозу | nach den narkosen | after anesthesia. Вундерхорн Верлаг, Гайдельберг 2017.
- Татуювання та релігія (англ. Tattoo & Religion). Die bunten Kathedralen des Selbst. Гайдельберг 2019, 978-3-88423-606-2.

### Редактор/Перекладач
- Пол-Генрі Кемпбелл (ред.): Sottorealism[en]. Aris Kalaizis[en], Imhof -Verlag, Petersberg 2013.
- Ludwig Steinherr[de]: Усі вуха (англ. All Ears), Lyrikedition 2000, Мюнхен 2013 (переклад Пол-Генрі Кемпбелл).
- Міхаель Ауґустін[de] та Антон Ґ. Ляйтнер[de], Пол-Генрі Кемпбелл (ред.): DAS GEDICHT chapbook. German Poetry Now[de] (Німецька поезія зараз), Веслінґ/Мюнхен 2014.[32]
- Александру Булуц, Леонард Кайдель, Пол-Генрі Кемпбелл (ред.): «Es ist so dunkel, dass die Menschen leuchten.» Zum Werk von Werner Söllner, «Die Wiederholung», Гайдельберг 2017.[33]
- Людвіг Штайнхер: Світла пісня/Light Song/Lichtgesang. Переклад Пол-Генрі Кемпбел. Lyrikedition 2000, Мюнхен 2017.[34]
- Майкл Браун, Пол-Генрі Кемпбел (ред.): Lyrik-Taschenkalender 2018, Wunderhorn Verlag, Гайдельберг 2017.[35]